# Præmonstratenserordenen
Præmonstratenserordenen er en munkeorden, der blev grundlagt af Sankt Norbert, (senere ærkebiskop i Magdeburg). Han grundlagde omkring 1120 klosteret Prémontré i nærheden af Laon i Nordfrankrig. Hensigten var at forene munkenes udadvendte liv med prædiken og sjælesorg med augustinerreglens mere indadvendte. Ordenen blev stadfæstet af pave Honorius 2. 1126 og fik hurtigt stor udbredelse især i det nordøstlige Tyskland, hvor den arbejdede for kristendommens udbredelse blandt venderne. Ordenen blev bragt til Danmark af Ærkebiskop Eskil, der grundlagde Tommarps kloster i Skåne.
Størst betydning i Danmark fik Børglum kloster.
```
med
```

41°52′44″N 12°29′19″Ø / 41.878908°N 12.488719°Ø